# Blue Dress
Blue Dress (en español, Vestido azul, si bien la palabra Blue en inglés es también sinónimo de "triste") es una canción del grupo inglés de música electrónica Depeche Mode compuesta por Martin Gore, publicada en el álbum Violator de 1990.

## Descripción
Es una función minimalista, sentada sobre una melodía electro que peca de sencillez aunque en ningún momento pierde su carácter de meramente sintética, con solo unos cuantos efectos añadidos, y una curiosa letra en voz del propio Martin Gore con una temática fetichista, que sin embargo resulta en una composición muy dulce y emotiva.
Le melodía principal curiosamente está conducida por un sencillísimo efecto de alarma en tono bajo, que pareciera más la grabación de un encendido, el cual se repite una y otra vez cubriendo toda la canción.
Pese a su sentido claramente fetichista, pues para comenzar en las estrofas solo repite “Póntelo”, esto es, el Vestido Azul del título, el cual por cierto no menciona en ninguna parte de la letra, es también muy poético como relatando lo que se aprende de una relación o lo que se puede llegar a aprender, lo que puede dejarle a cada ser humano el sentimiento más puro, en lugar de contener un sentido insano como pudiese sugerir semejante conjunto de elementos.
La musicalización no está particularmente trabajada, pero no deja de ser solamente sintética, aún y con el minimalismo que manifiesta especialmente al acabar los estribillos en que de hecho se llega al silencio total con solo la voz de Gore sentenciando “Porqué cuando aprendas, sabrás lo que hace al mundo girar”.
Así, es un tema más lírico que musical, como llegaran a experimentar en sus primeros años, aunque sentado sobre un sentimiento de artificialidad como todos los demás temas del álbum, pero Blue Dress se muestra como el más conmovedor y romántico, pues no es solo un tema fetichista sino una canción sobre los más pequeños detalles que hacen especial una relación de pareja al recordar “algo tan simple, algo tan trivial”... “algo tan insignificante, sirve un propósito, ¿no puedes entenderlo?”, imponiéndose como un canto a la fragilidad del hombre ante los encantos de una mujer, los cuales en realidad sean las cosas en apariencia más intrascendentes.
Junto con Sweetest Perfection del mismo álbum, a partir de Blue Dress Martin Gore optaría por cantar en adelante solo las funciones más minimalistas de cada colección de DM.
Como curiosidad, en la pista donde está grabada en el álbum la última parte la ocupa el instrumental no acreditado conocido solo como Interlude # 3 de DM, e inmediatamente de éste se encuentra fundido el tema Clean, presentando tres piezas continuadas entre sí.
En cuanto el Interlude #3 de DM, éste es una función sintética a modo operístico en donde los propios cuatro integrantes del grupo hacen un vocalización coral solo puesta en práctica anteriormente en el excepcional tema Pimpf del álbum Music for the Masses de 1987. Éste interludio es en realidad muy corto, pues al cabo de la vocalización comienzan a escucharse una especie de ronroneos animales que es el verdadero punto en donde da inicio el tema Clean, ligando los tres temas en una sola misma pista, sin dejar claro al oído en donde acabó uno y empezó el otro.

## En directo
El tema estuvo presente durante el correspondiente World Violation Tour, aunque en una forma acústica con Martin Gore interpretándolo solo con guitarra y como tema opcional; tardíamente se incorporó en algunas cuantas fechas de las giras Touring the Angel y Delta Machine Tour, de nuevo en una forma acústica con solo sintetizador en modo piano provisto por Peter Gordeno, por lo que DM no ha llegado a interpretarlo en conciertos en la forma como aparece en el disco.
- Datos: Q5730669